# 今坂勝広
今坂 勝広（いまさか かつひろ、1976年1月4日 - 2016年5月21日）は、日本の元競艇選手（ボートレーサー）。
静岡県出身。静岡支部所属。登録番号は3749。75期。同期には徳増秀樹などがいる。
2010年には当時のレコードタイムをたたきだした。（2018年馬場が更新）
ガッツ今坂の愛称で親しまれる。
同じ支部の選手である今坂晃広は実弟である。
2016年5月21日に胃癌により死去。
同期の徳増秀樹は彼をライバルだと思い、彼の死を心から悲しみ同時に彼に笑われないように頑張りたいと同年8月の浜名湖お盆レース優勝の後語っている。

## 主な記録
2001年1月15日に多摩川競艇場で1:42.7の当時の日本レコードをマーク。2010年11月30日に津ボートで馬場貴也が記録更新するまで最速タイムホルダーであった。

## SG・G1優勝歴

### SG
- なし

### G1
- 江戸川大賞競走開設48周年記念(2003年6月19日)

## 戦績
- 出走回数：5179回
- 1着回数：1483回
- 優出回数：219回
- 優勝回数：61回
- フライング(F)回数：19回
- 出遅れ(L)回数：0回
- 通算勝率：6.74
- 2連対率：49.18
- 3連対率：64.92
- 生涯獲得賞金：757,183,776円